# ملكة جمال الإمارات
ملكة جمال الكون الإماراتية هي مسابقة ملكة جمال وطنية مخططة لاختيار ممثل دولة الإمارات العربية المتحدة في مسابقة ملكة جمال الكون. أطلقت رسميًا في أكتوبر 2021 وكان من المقرر في البداية عقد نسختها الأولى في نوفمبر 2021، ولكن تم إلغاؤها لاحقًا.

## التاريخ
أعلن رسميًا عن مسابقة ملكة جمال الإمارات في 7 أكتوبر 2021 خلال مؤتمر صحفي في دبي. يمكن المشاركة فيها لجميع المقيمين في دولة الإمارات العربية المتحدة، وليس للمواطنين فقط.